# Saint Pierre repentant
Saint Pierre repentant est un tableau du peintre Le Greco réalisé vers 1590-1595. Cette huile sur toile est une peinture chrétienne qui représente l'apôtre Pierre faisant pénitence après avoir renié Jésus, tandis qu'à l'arrière-plan Marie Madeleine s'approche, ayant reçu d'un ange la nouvelle de la Résurrection. L'œuvre est conservée au musée d'Art de San Diego, à San Diego, aux États-Unis, depuis un don en 1940.